# 車掌

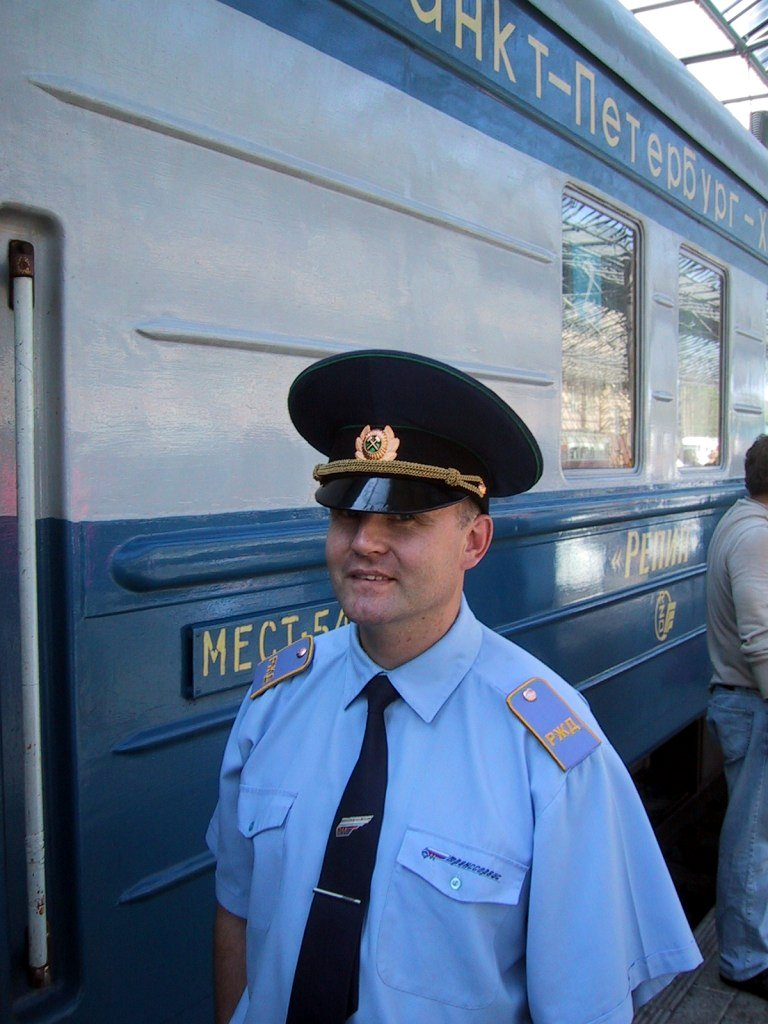
ロシア鉄道の車掌

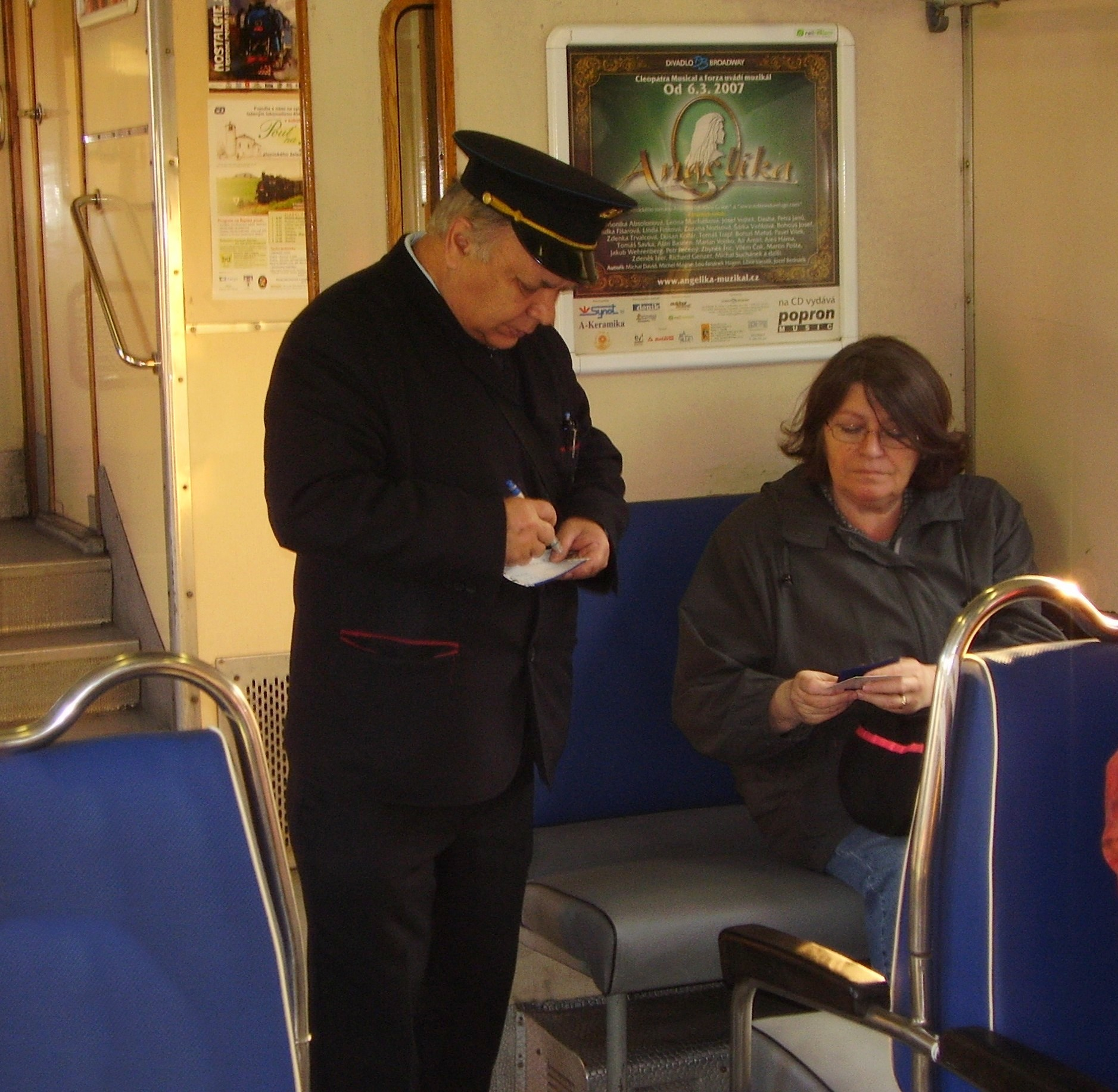
チェコ鉄道の車掌

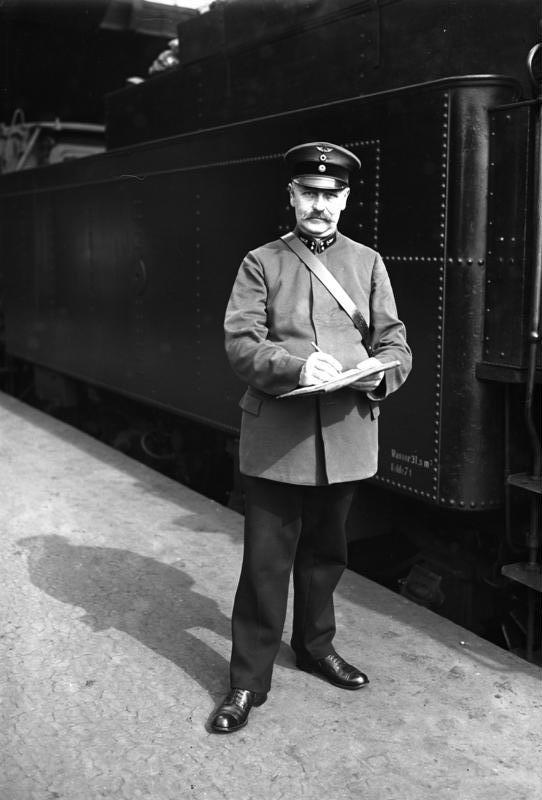
ドイツ国営鉄道の車掌（1928年）

車掌（しゃしょう、英語: conductor、guard）とは、鉄道・バスなどの交通機関における乗務員の職制の一つである。

## 車掌の業務
車掌は、機関士・運転士などの車両を直接運転する業務以外で、円滑な旅客・貨物輸送の確保にあたる乗務員である。世界的に共通して次の業務に従事する。
- 安全規則に基づく定時運行の確認
- 適切な旅客の乗降および荷貨物の積み卸しの確認
- 貨物運送状の作成
- 推進運転時における制動操作
- 車両入れ換えの支援
- 運行支障時における応急的な修理
- 乗車券の検札・集改札およびその他の旅客サービス業務

現代においては自動化・合理化の進捗によって「ワンマン運転」が広く普及し、車掌乗務を廃止する交通機関も多い。

### 具体的業務
- 旅客用ドアの開閉（路線によってはホームドアも車掌が開閉する。同時にホーム、停留所の安全確認、監視を含む）。
  - 鉄道の車掌は、列車が発着するときは、車掌は常に車掌弁に手をかけ、万一の場合、それを扱って列車を非常停止させる。特に、運転士が目視で安全を確認できない運転席より後方の監視が重要となる。
  - バスの車掌は、発着時の監視のほか、バスが後退するときに誘導を行う。
- 事故、故障、その他非常事態などの理由により緊急停止した場合における防護。鉄道では特に列車防護という。
  - 信号炎管を持ち、乗務列車の後方から接近する列車に非常事態を知らせて停止させ、併発事故を防止する。
  - 現在、鉄道では防護無線の発報により、それに代えることもできるが、停電等、装置が作動しない場合に備えて、車両もしくは車掌が携行する鞄（「胴乱」と呼ばれる）の中に信号炎管や旗が備えられている（他には時刻表、補充券綴り、車掌室ドアの鍵、業務用携帯電話、軌道短絡器（ジャンパーケーブル）、筆記用具、ビニール手袋、チョークなどが入っている）。また、バスではハザードランプの合図をもってこれに代える事ができる。
- 駅（主に運転にかかわる駅長のいない駅やバス）にて出発信号の確認と出発合図を行う。
  - 本来は当務駅長の仕事だったが、CTC、ATOS、列車無線の普及により、信号機等の現示や列車無線によるCTCセンターからの指令をもって出発の合図と見なす例が多くなっている。
  - 乗客や駅ホームにいる客に対し、笛、発車ベル、発車メロディ、放送などにより列車の出発を案内する。
  - 旅客用の扉を閉め、車両とホームの安全を確認した後、運転士に対して出発合図を送る。かつての国電、都市の通勤路線などでは、ドアを閉め切る行為（戸閉め灯の点灯）を出発合図としている。(点灯発車)
- 旅客に対する案内（車内放送）。
  - 不測の事態で駅（停留所）間で停車し、車外に待避せねばならない時、旅客の避難誘導を支援する。
- 車内改札（特に、地方路線に多い）。
  - 付随して、切符を持たずに乗車した無札旅客に対する切符の発売や行き先変更などにともなう乗車変更の取扱を行う。車掌が発売する切符を一般的には車内補充券と呼ぶ。この場合は運転担当の車掌が次の停車駅までの時間に余裕がある時や、改札担当の車掌（国鉄時代には乗客専務車掌と称した）が車内を巡回する。
  - 無人駅では、本来駅員の仕事である、切符の回収も行う場合がある。乗車記念グッズを販売するなど、営業の仕事を行うこともある。
  - 特急列車や指定席を付する列車では、指定券の所持の確認も行う（最近では、自動改札機を利用すると座席状況が車掌の所持する端末に送られるシステムが普及しており、省略させるケースが多い＝東北新幹線など）。
- 車内設備・旅客の監視。
  - 監視中に列車設備に異常を発見し、それが運転に支障となる場合、直ちに運転士や指令所に報告、指示および復旧の支援を行うこともある。
  - 車内の秩序の維持に必要な各種措置も行う。具体的には啓発放送など。迷惑行為に対して車掌が旅客に注意することも仕事の一環である。

#### 保安要員との違い
仙台市営バスやじょうてつバスにおける狭隘路線通行の安全確保の見地から係員が添乗する路線があるが、これは「保安要員」であり、車掌ではない。しかし、この2社局も保安要員添乗以前は車掌として添乗していた。ワンマン運転の認可条件として添乗が求められていた。車掌と異なり、狭隘区間のみ乗務させればいいので、人員の合理化が図れる。

### 鉄道における車掌の役割の変化
乗客専務車掌（私鉄など一部は旅客専務車掌）の登場
旅客の増加、列車のスピードアップ、列車の長編成化、旅客のサービス向上へのニーズ向上などに伴い、扉扱いなどの運転業務を行う「車掌」（車掌長）の運転業務に負担となるようになったため、その名のとおり乗客への直接的なサービスを第一とした乗務員の役職として、設けられたものである。
車掌の担当する仕事は、旅客への案内、切符の販売、乗車変更の取扱（連絡乗車券の発売や、連絡乗車券への変更も含む）、営業業務としてのプリペイド式乗車カード（オレンジカード、パスネットなど）の発売などである。
現在では、IC乗車券の普及によって車内精算はほとんど省略される傾向にあるが、一部のJRでは運転業務も行う（本体側の）車掌とは別に、子会社の社員が検札、発券業務等のみを行う乗客専務車掌として乗務する場合がある。扉扱いなどの運転補助業務は実施せず、専任の車掌またはワンマン運転（運転士が兼務）により行う。
専務車掌は車掌から派生した性格があり、車掌と同様に男性も多い。
アテンダント（客室乗務員）の登場
新幹線や特急列車、観光列車、グリーン車などでは接客業務を専門・準専門とする乗務員が乗務する事が増えた。ワゴンサービスも実施するため、車内販売の売り子の延長線上にあるとも言え、女性の乗務員が多い。
列車によっては、乗客専務車掌と同様に、車内放送、車内検札を実施する場合もある。
ワンマン列車の登場
設備の近代化により、車掌の仕事の一部を運転士が担当し、車掌が乗務しない列車が増えている。
一部の鉄道路線では、運転上は「ワンマン運転」扱いだが、多客時の運賃収受対応、車内精算のために（旅客専務または特別改札）車掌を乗務させていることもある。また、不正乗車防止のための特別改札車掌が乗務する例もある。この場合、案内放送やドア扱いは運転士が行う。また、ツーマン運転（車掌乗務）が可能な列車では、非常に混雑した場合、運転扱いをする車掌が臨時乗務し、ツーマン運転とすることもある。
- ディズニーリゾートラインでは、運転士が乗務せず、車掌のみが乗務する特殊なワンマン運転である（運行は運転所から遠隔操作で行ない、車掌は乗客扱いに専念する）。

### バスにおける車掌の役割の変化
バスガイド
観光バス、貸切バスなど、路線バスのような運賃収受などの業務がなく、旅客への案内、とりわけ観光案内と、発車合図。車両後退時の誘導を専ら行う。かつて女性の憧れの職業であったが、バックカメラを備えたバス車両では、車掌などの誘導なしに後退（バック）することが認められるようになったことを契機に、多くの車両で装着が進み、専ら観光案内や旅客へのサービスが主体となった。そのため、輸送を主体とする貸切バスでは、ガイドが乗務しない例が多く、運転士が簡単な旅客案内を代行する。現在ははとバスなど、観光バス事業を主体とする企業を除くと、非正社員で雇用（契約社員、派遣社員、アルバイト、パートタイマーなど）されるバスガイドが多数を占める。
バスの車掌
バスの車掌は鉄道と違って若い女性が多かった。乗車券の販売や乗客の安全確保、発車合図などを主業務としていた。1950年代ごろの路線バスの車掌の重要な任務のひとつは、対向車とのすれ違いの際に、バスの車体が対向車や沿道家屋を傷つけないように誘導することであった。これは、戦後間もない当時の日本の道路が、自動車がすれ違うことが難しいほど狭く、しばしば通行車両が沿道家屋の庇を破損したり、車両を傷つけたためである。バスの車掌は昭和40年代初頭まではよく見られたが、バスのワンマン化に押されて、昭和40年代後半にはほとんど見られなくなった。
バスのワンマン運転化
鉄道よりも先に、車掌が乗務しないワンマンバスが登場した。現在、日本国内のほとんどの路線バスがワンマン、すなわち車掌なしで運転されている。本来車掌が行う業務は、各種機器により合理化された。高速バスの場合、特に夜行路線は運行時間が長いため途中で運転士が交代するか、仮眠休憩を取る形でワンマン運転としている場合もあるが、2人乗務として途中で交代しながら目的地まで走る場合が多い。ハンドルを握らない乗務員は仮眠を取ることが多いため認可上ではワンマン運行となっている。
- 停留所付近での安全確認 → 多数のバックミラー
- 乗車券の販売 → 整理券と運賃表示器により、乗車券の購入を必要とせず、降車時に旅客が運賃を直接運賃箱に現金を投入する。ちょうどの金額を所持しない旅客は運賃箱備え付けの両替機で両替を行う。
  - 均一運賃制のバスでは、整理券はなく、直接運賃を運賃箱に投入する。釣り銭も運賃箱が自動で出す場合が多い。
  - 運賃の支払方法としての回数券も、運転士が扱いやすいように、またどの区間でも使えるように、区間式から金額式が主流となった。
  - 回数券を発展させたものとして、バスカードやICカード乗車券への転換が進んでいる（都市圏でも中小の会社ではコストなどの理由から導入しない場合もある）。
- 旅客への案内 → 自動放送装置（8トラック式テープが多かったが、音声合成装置への転換が進んだ）
- 旅客の降車意思の確認 → メモリーブザー（降車合図ボタン）
- 後退（バック）時の安全確認 → バックモニター

車掌が乗務するバスにおいて、警報機のない踏切を通過する際と、車両後退時の誘導は必須義務である（必ず誘導しなければいけない）。

## 日本における車掌

### 鉄道
日本における「車掌」の職名は、官設鉄道（官鉄）を運営していた逓信省鉄道作業局が1900年（明治33年）、鉄道における"conductor"の訳語に「車両を管掌する」役職名として設けたのが初出で、動力車乗務員（機関士・運転士）に対する列車乗務員として位置づけられている。「車掌」職設定以前は「列車長」の名称を使用していた。「車掌」という職名は山陽鉄道の社長であった中上川彦次郎が考案した。官鉄および国鉄における列車乗務員の職制は次の通りである。
- 車掌・列車掛 - 1881年（明治14年）に「列車長」および「列車長見習」として発足。1900年（明治33年）に「車掌」に統合後、1914年（大正3年）に普通車掌、荷扱車掌、内勤車掌（管理職）の担当別車掌および「車掌補」「車掌見習」に分割。このうち普通、荷扱、内勤の3車掌職を1926年（大正15年）、「客扱専務車掌」「荷扱専務車掌」と「車掌（普通車掌）」「車掌（内勤車掌）」に整理。普通車掌のうち管理担当者を「車掌（指導車掌）」（のちの操縦車掌、車掌教導掛、運用教導掛）として1941年（昭和16年）に分離したのち、1969年（昭和44）10月職制改正で普通車掌を旅客列車を担当する「車掌」、貨物列車を担当し車両検査業務も所管する「列車掛」および「列車掛見習」に分割。列車掛は1985年（昭和60年）3月の貨物列車1人乗務化に伴い1986年（昭和61年）11月職制廃止[4]。
  - 車掌長・専務車掌 - 客扱専務車掌および荷扱専務車掌を1968年（昭和43年）、「専務車掌（A）」「専務車掌（B）」に統合改称したのち、1973年（昭和48年）6月職制改正で整理改称した職制。
- 車掌補・乗務掛 - 接客案内および車内清掃整備、寝台の設置解体作業などを行う。1897年（明治30年）に「列車付駅夫」として発足。1898年（明治31年）に山陽鉄道が優等列車における乗客保護および車内サービスを担当する「列車ボーイ」を新設したことにならい、1914年（大正3年）に乗客案内や接客を専門とする列車付駅夫として「列車給仕」を新設分離。残る列車付駅夫を1925年（大正14年）に旅客担当の「列車手」、荷物担当の「列車荷扱手」（1962年、荷扱掛に改称）に分割改称した。1947年（昭和22年）に列車手を「列車手（乗務列車手）」と管理職の「列車手（内勤列車手）」に分割。1962年（昭和37年）に列車給仕および乗務列車手を「乗客掛」として統合したのち、1968年（昭和43年）4月職制改正で乗客掛および荷扱掛を統合して「乗務指導掛」（1973年職制改正で「車掌補」に改称）および「乗務掛」に再編。ともに1976年（昭和51年）10月職制改正で廃止され、年齢上職務転換が難しい車掌補については「車掌（乗客案内）」の職制を新設した。
- 制動手 - 貫通ブレーキ導入以前の明治大正期の職制で、制動装置を持つ緩急車において列車の制動操作を行う。1881年（明治14年）に「ブレーキメン」として発足し、1914年（大正3年）、「制動手」に改称。貫通ブレーキの普及に伴い職制消滅。

1971年に関東鉄道竜ヶ崎線と日立電鉄でワンマン運転を始めたのを皮切りに、閑散線区などの合理化策として私鉄各社に車掌乗務の廃止が広まった。国鉄も貨物列車において1985年に列車掛の乗務を廃止し、翌年に職制を廃止。民営化後の1988年以降は、旅客列車においても車掌乗務を廃止する線区が拡大している。また、運転士が運転乗務の間合いに車掌として乗務する兼任制度を取り入れている事業者も増えている。

#### 乗務位置
鉄道の場合、車掌が乗務をする車掌室は通常、列車最後部の乗務員室で行うが、無人駅で出入り口が進行方向前面にある場合に乗車券の回収を行うなどの目的で列車最前部の乗務員室に移動することもある。新幹線・特急列車・JR北海道の快速エアポート・名鉄特急などでは、編成中間部に設けられている車掌室で業務を行っている。この車掌室はグリーン車等の特別席が装備されている車両に入っていることが多い。また特急列車のうち、踊り子・ひたち等をはじめとした車両構造（非貫通先頭車）によって通り抜けができない列車については、特急券等のチェックのために別編成にも車掌が乗務している。また車両が連結されている場合連結部に乗務していることもある。
ケーブルカーについてはこの例に倣わない。車両先頭の乗務員は、運転士ではなく車掌である。運転士は山頂駅にいる。これは機関部や運転室が山頂駅にあり、車両がケーブルで巻き揚げられたり下ろされたりするからである。

#### 乗務人数
日本の場合、たいていは1列車に対して1人乗務だが、特急（夜行列車を含む）や新幹線などの編成が長い列車や乗客の多い列車などでは2人以上が乗務し、仕事を分担している。国鉄時代の優等列車では車掌長と専務車掌（と運転車掌）の組み合わせで乗務することが多く、夜行列車では乗務係、車掌補も乗務していた。

#### 出発合図
車掌は列車の出発準備ができたとき、出発させるとき、運転士に出発合図を送ることになっている。
車掌は、原則として、列車最後部がホーム先端を通過するまでは、非常ブレーキスイッチ（引き紐の通っているパイプである事が多い。一部では車内ブザースイッチ、車内電鈴スイッチ）に手をかけ、いつでも非常ブレーキがかけられるようにしながら、乗務員室の扉についている窓からホームを監視する（京浜急行電鉄の12両編成以外の列車、都営浅草線など一部では乗務員室の扉を閉めず車掌が半ばホームに身を乗り出した状態で行う）。その後、ホームに異常が無い事を指差確認し、放送などの次の業務に移る。

#### 車掌の復活
観光案内、レトロ感の演出、あるいは車両側の都合により、ワンマン運転が可能な路線にあえて車掌を乗務させている例もある。
- 路面電車の例
  - 土佐電気鉄道の外国電車でワンマン機器を搭載していない車両では、車掌が乗務している。
  - 広島電鉄のレトロ電車では、単車ながら、レトロ感演出のためにワンマン機器を搭載されておらず、車掌が乗務している。なお同社では1000形以外の全ての連節車に車掌が乗務しているが、これは全長30mの車輛で運賃収受を行う降車口を複数確保するためで、特に観光用途としての意図がある訳ではない。アルバイト募集が随時行われている。
  - 函館市電のレトロ列車「箱館ハイカラ號」では、広島電鉄のレトロ列車と同じ理由で、車掌が乗務する。
- 路線バスの例
  - 神戸交通振興が運行しているKOBE CITY LOOP（観光周遊バス）ではレトロ感の演出と観光案内のため車掌が乗務する。運賃収受、1日乗車券の発売のほか、ドア扱いも担当する。

#### 会社境界を跨ぐ越境乗務
鉄道事業者によって異なるが、長距離を走る列車の運転士が約2時間で交代するのに対し、車掌は終点まで長時間乗務することがある。JR各社では、昼行列車においては旧国鉄時代からの流れで優等列車のみ異なる会社の路線への越境乗務が存在し、夜行列車においては更に広域の乗務が存在したが、前者は2004年3月13日までで、後者は2015年3月14日を最後に翌日以降は運転区間内のJR会社の車掌が分担して乗務する運用に変更されたことから、現在、越境乗務を行っている列車はごく一部に限られている。なお、同じJRの中で担当エリア外への越境乗務は、優等列車を中心に行われている。民鉄でも運用上の理由で異なる鉄道事業者路線への越境乗務を行う例（近鉄～阪神直通列車の乗務員は境界の大阪難波駅ではなく、その次の阪神なんば線桜川駅で交代）も存在する。
また、北陸新幹線ではJR会社線の境界駅が上越妙高駅から糸魚川駅の間であるが、列車乗務員の交代駅が上越妙高駅より東京寄りの長野駅である。これは速達タイプのかがやき号などほとんどの列車が境界最寄り駅の上越妙高駅を通過する為、上越妙高駅での乗務員交代が運用上現実的ではないためである。そのため、JR東日本とJR西日本の両会社線を跨ぐ列車はJR西日本の乗務員が一方的にJR東日本区間を乗務している。これは、新幹線に限れば他社線乗務員が他社所属路線かつ他社管轄駅で日常的に発着を含む乗務が行われる唯一の例である。これは、長野から上越妙高の区間に属する並行在来線が、JR東日本が管轄していた信越本線とJR西日本が管轄していた北陸本線の2路線を引き継いだ路線であることが大きく影響している。

#### 電報略号
電報略号で車掌のことを「レチ」という。国鉄時代は他に荷物列車を担当する荷扱い車掌を「ニレチ」、車掌長を「レチチ」（レチチョウまたはチーフの略）、専務車掌は「カレチ」（リョカクセンムレチの略）と呼んでいた。
レチの語源は「列車長」であるとか、「列車乗務員」であるとか言われている。しかし後者の旧仮名遣いは「レツシヤジョウムヰン」であって、文字列に「チ」を含まない。
なお、電報略号を用いない事業者では「レチ」ではなく英語のconductorの頭文字で「C」と略称する場合がある（運転士はmotormanの「M」）。

### 路線バス・路面電車
路線バスや路面電車など鉄道以外の公共交通機関でも一般的に車掌が乗務したが、合理化の一環として1960年代以降急速にワンマン運転が普及して廃れ、現在の車掌乗務は広島電鉄・熊本市交通局の"連接車"運用などごく一部でしか見ることができない。なお、東急世田谷線も2人乗務しているが、車両後部に乗務しているのは車掌資格をもたない案内係や警備員である。

## 北米における車掌

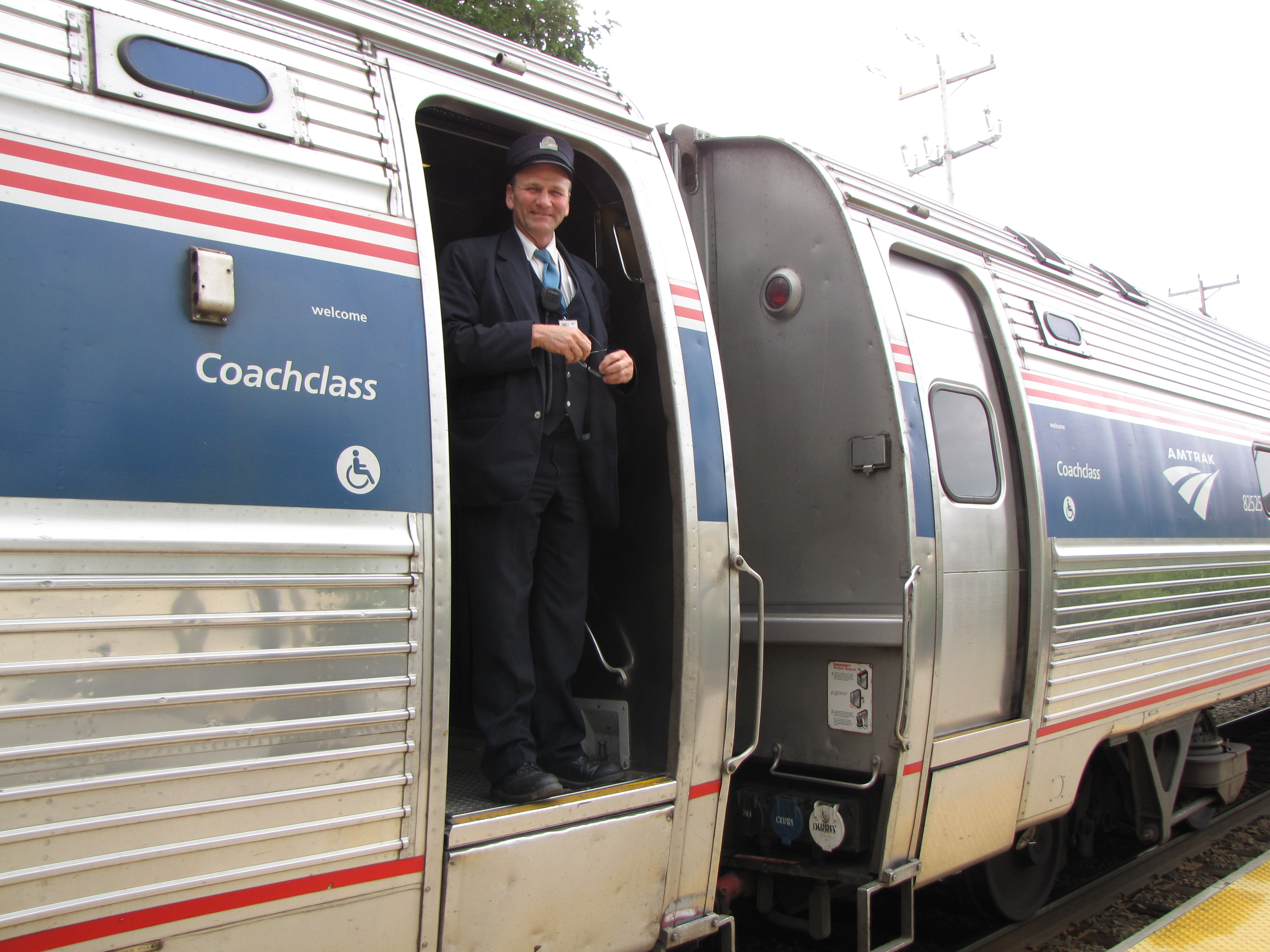
アムトラック（全米鉄道旅客公社）の車掌

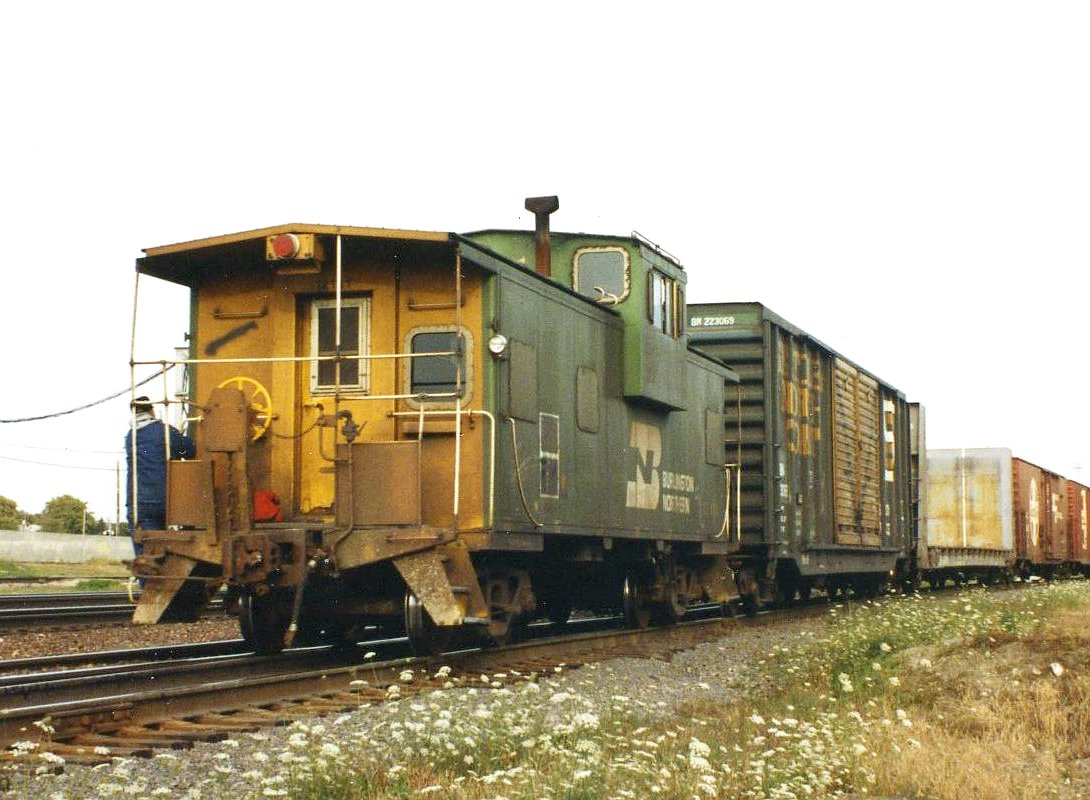
米国特有の「カブース」（車掌車）（画像はバーリントン・ノーザン鉄道）

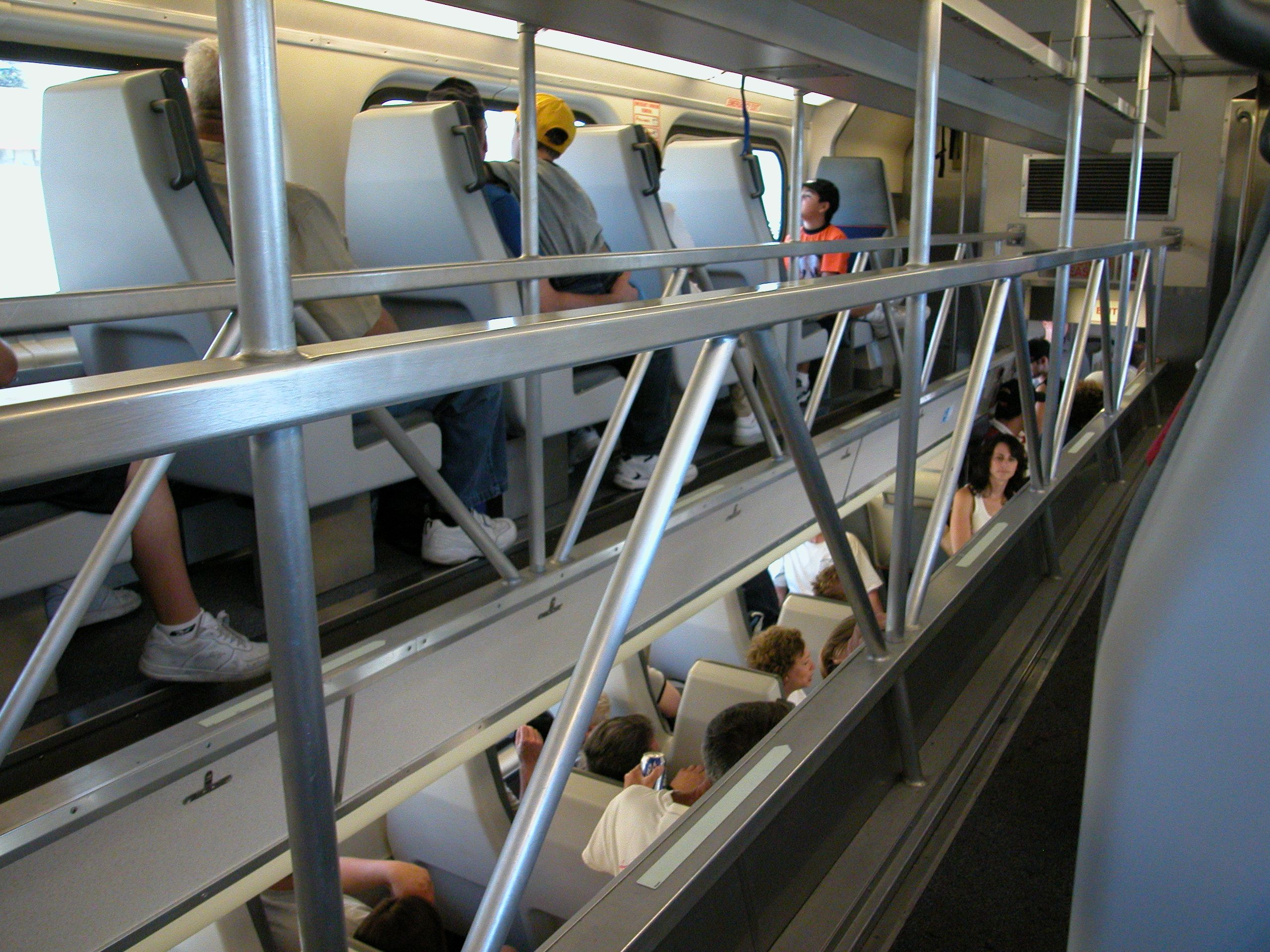
1階から2階の乗客の検札もできる「ギャラリーカー」（画像はカルトレイン）

米国・カナダにおける車掌は「コンダクター」（conductor）と呼称される。列車に乗務する制動手（breakman）、誘導手（flagman）、アシスタントコンダクター、サービス乗務員などを管理監督する職制で、運行規則に基づいた安全かつ効率的な列車運行の責任を機関士と同一に負う。
発車合図の"All aboard!"（皆さんご乗車ください）の掛け声が特徴的であり、アムトラックのCMなど随所で鉄道を代表する台詞として用いられている。
米国の長距離列車を一手に引き受けるアムトラックの場合、寝台客車は各車両に車掌が詰め、車内治安の維持、寝台のセット、解体など旅客へのサービスを手厚く行う。各寝台個室にはコールボタンが設置され、旅客の要求に応じ随時駆けつける。大陸横断列車などシカゴ以西の長距離列車で用いられるスーパーライナーはドアが手動扱いであり、このドア扱いも車掌の大切な仕事である。
貨物列車では初期より、貨物列車後尾に連結された車掌車（カブース）に後部制動手および後部誘導手とともにコンダクターが乗務するのが一般的であった。このカブースは中央部を一段高くしたり出窓を設けることで車掌が編成の異常を直ぐ確認できるようになっているものが多く、その特徴的な外観からアメリカの鉄道の象徴的存在であったが、合理化によるカブースの廃止で先頭機関車に乗務するようになり、同時に前部・後部のブレーキマンやフラッグマンなど車掌配下の職制が消滅した。現在の貨物列車は1機関士1車掌乗務が標準的で、コンダクターは機関士登用への1段階と扱われるが、一方で合理化の進展により、コンダクター職を廃止しようとする動きが根強くある。
地下鉄のような都市内完結の旅客列車では多くの事業者でコンダクターを廃したワンマン運転（OPTO）を採用しているが、ニューヨーク市地下鉄やトロント交通局のようにワンマン運転を採用せずに車掌乗務を続けている事業者もある。シカゴのサウスショアー線のように、日本ではあまり見られなくなったパンチ式の補充券を車掌が発行している事業者もある。
シカゴの通勤列車（現メトラ）から全米に広まったギャラリーカーと呼ばれる2階建て客車は、中央部を吹き抜けとすることで、1階部分と2階部分の両方の旅客を車掌が検札できるようになっている。

## 英国における車掌
英国・オーストラリアなどにおける車掌は、駅馬車時代の乗務員に由来して「ガード」（guard）と呼称される。20世紀後半までは乗務列車のダイヤ確認や運行の安全確保、荷貨物の取り扱いなどが主な業務で、運賃収受業務はガードとは別の「検札官」（travelling ticket inspector）が担当していたが、近年では主にガードが検札・集改札業務も行っている。
英国国鉄では旅客・貨物列車の乗務別に複数の職制に分けられていた。職制における「ガード」は乗客に接する業務は行えず、旅客対応は「コンダクター＝ガード」（conductor-guard）または「コンダクター」（conductor）の職制の車掌が行った。また長距離列車では職制とは別に「シニア・コンダクター」（senior conductor）の呼称を用いた。
現在の英国では、一部の民間旅客列車運行事業者がシニア・コンダクターに代わって「トレイン・マネジャー」（train manager）の呼称を用いているケースがあるが、鉄道安全基準審議会（RSSB）が定める公式の車掌職名はいまも「ガード」である。

## 車掌の登用
交通機関の設備の近代化が進むと同時に、労働関連の法改正もあり車掌の雇用形態は多様化し、契約社員やパートタイマーとして雇用される車掌が多くなっている。また、鉄道会社の非現業正社員（営業・企画などの事務職員、車両保守や保線などの工務職員など）も、OJTおよび職場訓練の一環として、車掌を経験させる場合もある。

### 鉄道
鉄道各社により、採用方法は千差万別である。
- 現業採用を希望し、採用された場合。
  - 一定期間駅員として勤務すると、車掌登用資格が与えられる。
  - 社内選考により、車掌としての教育、訓練を受け、車掌訓練生として、指導者とともにOJTに従事。
  - 社内試験に合格すると、正式に車掌として従事。
  - その後のスキルアップとしては、運転士への挑戦、車掌のままスキルアップ（特急列車などの優等列車には経験を積んだ車掌が乗務する。社内資格で、優等列車の車掌として乗務できる資格試験を実施している会社もある）、駅長、助役など駅の上級職などがある。また、事務職に異動となるケースもある。まれに駅員へ降格する場合もある[注釈 8]。
  - 事業者や路線によっては、全列車ワンマン運転や無人運転のため、車掌職がない事業者や乗務員部署も存在する。
  - 運転士が、車掌として乗務することもある。

具体例として、近鉄の名阪特急（アーバンライナー）があげられる。名古屋線と大阪線（一部難波線）を担当する運転士2名が乗り込み、運転しない間は車掌として乗務する。運転士の交代は、伊勢中川駅の短絡線を低速通過中に行う。（2012年3月のダイヤ改正で全ての名阪甲特急が津に停車になったので現在は廃止されている。）
事業者や路線によっては、運転士と車掌が同じ部署に属している。
- 契約社員の駅員として採用され、その後のステップアップとして車掌に昇進する場合。
  - 駅業務を関連会社に委託している場合、車掌登用と同時に、鉄道事業会社の契約社員または正社員として登用される場合もあれば、関連会社の契約社員のまま車掌として乗務する場合もある。
  - 更なるステップアップとして、運転士への道が開かれている場合もある。契約社員車掌だった場合、運転士になった時点で正社員として登用される場合が多い。
- 車掌（契約社員）として採用募集を行う場合。
  - 採用試験合格後、直ちに車掌としての訓練を受ける。
  - ステップアップとして、運転士への道が開かれている場合もある。運転士になった時点で正社員として登用される場合が多い。
- 総合職希望者のOJTとして
  - JR四国では、現在新卒正社員の総合職として採用した社員に、車掌を経験させている。

### バス
現在特殊な例を除き、ほとんど募集されていない。バスガイドについては、該当項目を参照のこと。

### 路面電車
当該社局の募集広告などを見つけて応募する。広島電鉄では、適時アルバイトとして募集されている。

### ケーブルカー・ロープウェイ
当該企業等の募集広告などを見つけて応募する。ガイドとして募集されていることも多い。

## 車掌の服装
日本の車掌は、それぞれの会社で定められた制服（一般駅務掛と同じである事が多い）を着用し乗務する。外国のように、私服での乗務例は皆無である。
かつては臙脂の地に「乗客専務」の文字入り腕章をしていたが、現在は「車掌」と記述された名札や肩章を着用しそれに代えている。名札の他に「運転士」「車掌」と書かれたバッジを別につけている社局もある。また名札の着用を義務付けている社局がほとんどである。社章も名札同様着用を義務付けていることが多い。
- ネクタイについては、男性については多くの社局で秋から春にかけて着用を義務付けている。[要出典]
- 車掌の制服は、各鉄道会社で独自性がある。国鉄時代の制服をベースにした社局が多いものの、最近はスーツスタイルが一般的である。
  - 近畿日本鉄道の制服は、グレーのブレザーと明るめの色彩を採用している。[要出典]
  - 大阪市交通局は、現在[いつ?]の制服になる以前は、公務員の作業服ベースのものだった。
- 制帽は、制服の一部として着用を義務付けている会社が多い。夏用制帽は、頭部の蒸れを防ぐため、通気性をよくしているものが多い。
- 運転士と車掌の服装が違う鉄道会社も多く、普通列車と優等列車で服装が違う場合もある。
  - JR東日本では、かつて運転士と車掌で裾の仕立て、胸ポケットの数など、基本スタイルは似ているものの若干の違いがあったが、2020年5月1日から使用している制服では、車掌と運転士は同一の制服となっている[6]。名札についても、かつて車掌は車掌章、運転士は運転士章を着用していたが、現在は同一デザインの氏名札を着用している。またJR北海道の夏服は、普通列車用と特急・新幹線等の優等列車用で異なり、優等列車用は通気性の良い白い背広付きの制服を着用する[注釈 9]。JR東海では、新幹線車掌と在来線車掌では制服が異なるが、在来線は優等列車用と普通列車用に作り分けはされていない。

## 著名な人物
- 朝比奈隆 - 指揮者。駆け出しの1931年から2年間、阪急電鉄で車掌を務めていた。
- 佐藤良二 - 国鉄バス名金急行線車掌、「太平洋と日本海を桜でつなごう」の桜植樹で知られる。
- 伊藤敏博 - 元国鉄車掌。金沢鉄道管理局内で乗務していた。
- 赤星憲広 - 阪神タイガース入団前の社会人時代、JR東日本で車掌資格を取得するものの、一度も乗務せずプロ野球界入り。
- 諏訪哲史 - 元名古屋鉄道車掌。
- 坂本衛 - 元国鉄車掌。大阪鉄道管理局管内の車掌区に所属していた。車掌業務に関する著作がいくつかある。
- 岡田重雄 - 元国鉄車掌。1959（昭和34）年、第1回「ゆうもあ賞[7]」受賞、「新幹線車掌日記」(1981年）著者。